# Lupeni
Lupeni là một thị xã thuộc hạt Hunedoara, România. Dân số thời điểm năm 2002 là 30852 người.